# Шлезингер, Фрэнк
Фрэнк Шлезингер (англ. Frank Schlesinger; 11 мая 1871[…], Нью-Йорк, Нью-Йорк — 10 июля 1943[…], Олд-Лайм) — американский астроном.

## Биография
Родился в Нью-Йорке, в 1890 году окончил Сити-колледж в Нью-Йорке, продолжил образование в Колумбийском университете. В 1899—1903 — возглавлял международную широтную станцию в Юкайе. В 1903—1905 работал в Йеркской обсерватории, в 1905—1920 — директор обсерватории Аллегени, в 1920—1941 — директор Йельской обсерватории.
Основные работы — в области астрометрии, в частности, по вопросам точных измерений звездных параллаксов и практической астрономии. В 1899 предложил фотографический метод для определения звездных параллаксов, который применил, работая в Йеркской обсерватории. В 1924 опубликовал «Общий каталог параллаксов», содержащий параллаксы 1870 объектов, а второе издание этого каталога (1935) содержало данные о параллаксах 7534 объектов. Случайные ошибки величины параллаксов в этом каталоге не превышали 0,01". По его идее были спроектированы и изготовлены первые широкоугольные астрографы, с помощью которых Шлезингер в 1914 в обсерваториях Аллегени и Йельского университета проводил фотографирование участков звездного неба. Руководил работами по строительству 26-дюймового рефрактора, который был установлен в 1925 в Йоханнесбургской обсерватории. Разработал в 1926 метод определения положения объекта на фотопластинке при помощи особых весовых коэффициентов («зависимостей»), связывающих координаты определяемого объекта с координатами опорных звезд, названный его именем. Спроектировал и построил зенит-телескоп с автоматической перекладкой инструмента.
В 1940 опубликовал Каталог ярких звёзд, известный также как «Йельский каталог ярких звёзд», который содержит сведения о звездах с блеском не ниже 6,5 звездной величины (то есть которые могут быть видны невооружённым глазом).
Член Национальной академии наук США (1916), член-корреспондент Парижской АН (1933), член Шведской королевской АН, Бюро долгот в Париже, вице-президент (1925—1932) и президент (1932—1935) Международного астрономического союза.
В его честь названы кратер на Луне и астероид № 1770.

## Награды
- Медаль имени Б. Вальза Парижской АН — 1926
- Золотая медаль Королевского астрономического общества — 1927
- Медаль Кэтрин Брюс — 1929